# Liste der Kulturdenkmale in Adahuesca
In der Liste der Kulturdenkmale in Adahuesca sind die Kulturdenkmale (Bien de Interés Cultural) der spanischen Gemeinde Adahuesca aufgeführt.

## Liste
| Bild           | Bezeichnung               | Lage  | Beschreibung | Bauzeit         | Eingetragen seit  | Denkmal- nummer |
| -------------- | ------------------------- | ----- | ------------ | --------------- | ----------------- | --------------- |
|                | Covacho de Labarta        |       | Felsmalerei  |                 | 15. November 1996 | RI-51-0009357   |
| weitere Bilder | Nuestra Señora de Treviño | Karte | Kirche       | 13. Jahrhundert | 18. Dezember 1981 | RI-51-0004550   |
|                | Sivil                     |       | Höhle        |                 | 15. November 1996 | RI-51-0009358   |